# Boheľov
Boheľov (bis 1948 slowakisch „Bögellő“; ungarisch Bögellő) ist eine Gemeinde im Südwesten der Slowakei mit 355 Einwohnern (Stand 31. Dezember 2024). Sie gehört zum Okres Dunajská Streda, einem Teil des Trnavský kraj.

## Geographie
Die Gemeinde befindet sich im Mittelteil der Großen Schüttinsel, einem Teil des slowakischen Donautieflands. Östlich des Ortes erstreckt sich der Teich Boheľovský rybník, im Gemeindegebiet liegt zudem das 115,98 ha große geschützte Torfmoor. Das Ortszentrum liegt auf einer Höhe von 112 m n.m. und ist zehn Kilometer von Dunajská Streda entfernt.
Nachbargemeinden sind Padáň im Westen und Norden, Dolný Štál im Nordosten und Osten, Veľký Meder im Südosten und erneut Padáň im Süden.

## Geschichte

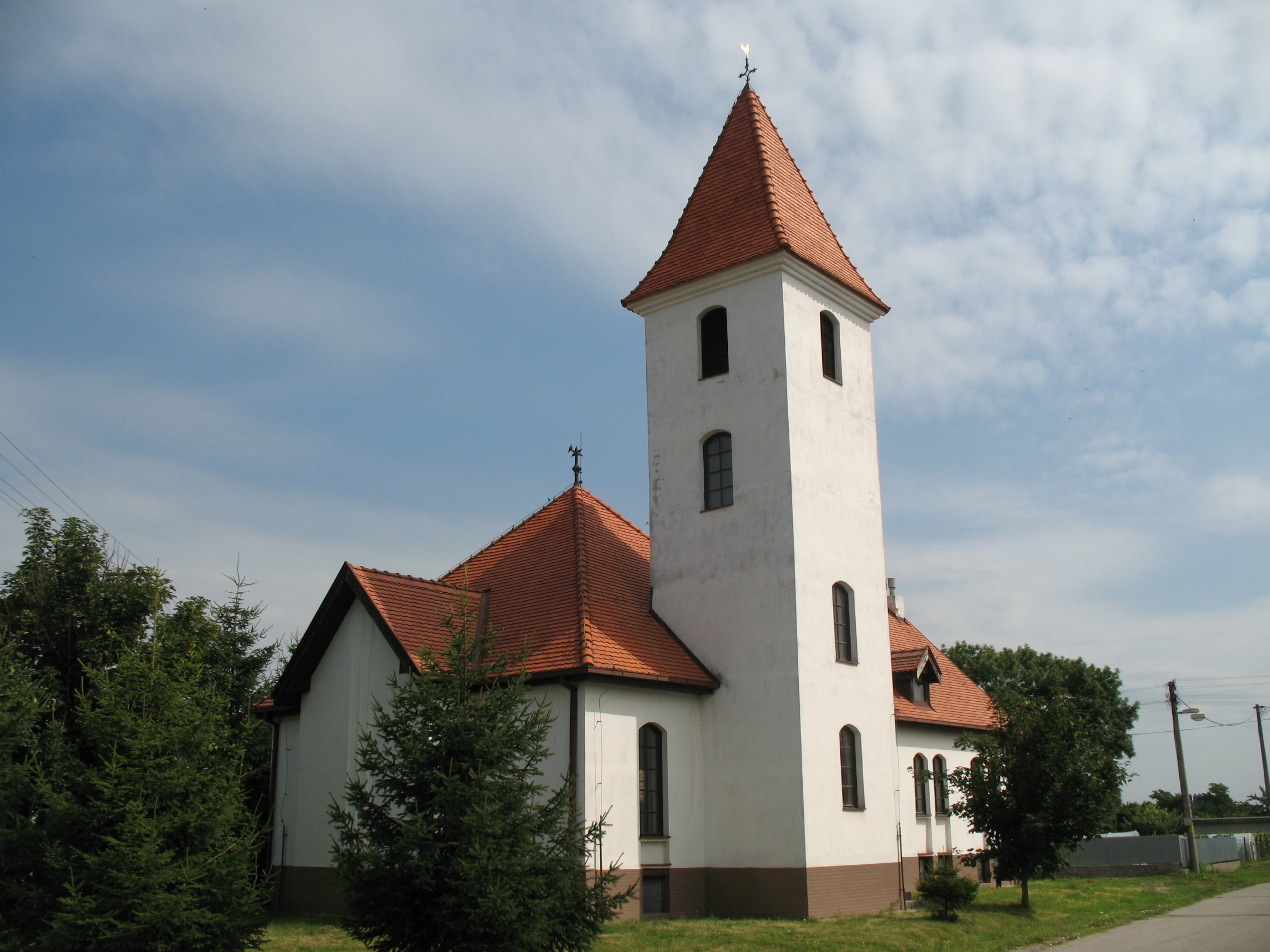
Kirche im Ort

Boheľov wurde zum ersten Mal 1456 als Beg schriftlich erwähnt und war Besitz mehrerer niederadeliger Familien. Im 19. Jahrhundert besaß die Familie Rosenberger einen Großteil der Güter im Dorf. Die Haupteinnahmequellen waren Landwirtschaft (insbesondere Kartoffelanbau) und Viehhaltung.
Bis 1919 gehörte der im Komitat Pressburg liegende Ort zum Königreich Ungarn und kam danach zur Tschechoslowakei beziehungsweise heute Slowakei. 1938–45 lag er aufgrund des Ersten Wiener Schiedsspruchs noch einmal in Ungarn.

## Bevölkerung
| Jahr                | 1994 | 2004    | 2014    | 2024    |
| ------------------- | ---- | ------- | ------- | ------- |
| Anzahl der Personen | 371  | 365     | 346     | 355     |
| Unterschied         |      | −1,61 % | −5,20 % | +2,60 % |

| Jahr                | 2023 | 2024    |
| ------------------- | ---- | ------- |
| Anzahl der Personen | 357  | 355     |
| Unterschied         |      | −0,56 % |

Nach der Volkszählung 2011 wohnten in Boheľov 351 Einwohner, davon 333 Magyaren, 14 Slowaken und drei Tschechen. Ein Einwohner machte keine Angabe zur Ethnie. 181 Einwohner bekannten sich zur reformierten Kirche, 115 Einwohner zur römisch-katholischen Kirche sowie jeweils ein Einwohner zu den Mormonen und zur griechisch-katholischen Kirche; ein Einwohner bekannte sich zu einer anderen Konfession. 23 Einwohner waren konfessionslos und bei 29 Einwohnern wurde die Konfession nicht ermittelt.

## Bauwerke
- reformierte Kirche aus dem Jahr 1995